# 대불호텔

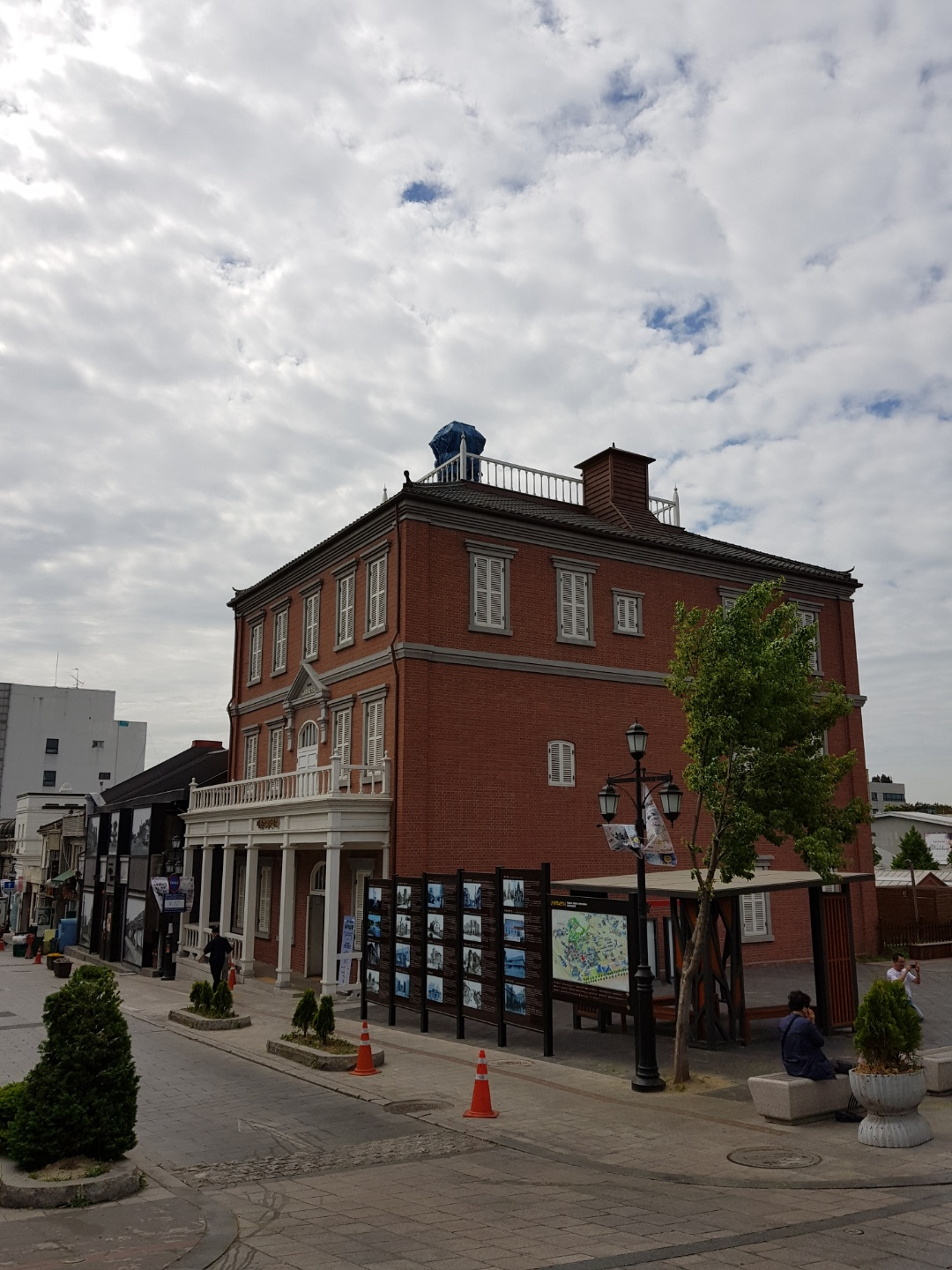
2018년 복원한 대불호텔 건물.

대불호텔(大佛hotel) 또는 다이부쓰 호텔(일본어: 大仏ホテル 다이부쓰 호테루[*])은 인천에 있던 호텔이다. 한국 최초의 서양식 호텔로, 1888년에 지어졌다. 현재 전시관으로 사용되고 있다.

## 역사
대불호텔은 1884년에 2층 규모의 일본식 목조 건물이었다. 그러나 외국인 고객을 맞기에 시설이 부족해 1888년에 3층 규모의 서양식 건물로 재건되었다. 일본인 해운업자 호리 히사타로(堀久太郞)가 이를 운영하였다.
1899년 경인선 개통 이후 숙박업이 쇠퇴하자, 호텔은 1907년에 문을 닫았다. 1918년에 뢰소정(賴紹晶) 등 중국인들이 호텔을 인수해 북경요리 전문점 중화루(中華樓)를 열었다. 중화루는 1970년대 초까지 운영되었으며, 1978년에 철거될 때까지 월세집으로 사용되었다.

## 재건
2011년 상가 공사를 하던 중 대불호텔 터가 발견되어 문화재청이 보존을 권고하였다. 중구청은 호텔 건물을 재현하는 사업을 추진하였으나, 시민 단체들이 "철저한 역사 고증 없이 문화재를 재현하는 예산 낭비성 사업"이라고 반발하기도 했다. 결국 2018년 완공하였다.
현재 제1관에 대불호텔의 역사가, 제2관에 1960~70년대 중구의 생활문화가 전시되어 있다.

## 같이 보기
- 손탁호텔